# Stylomesus weddellensis
Stylomesus weddellensis är en kräftdjursart som beskrevs av Brandt och Heinrich Andres 2008. Stylomesus weddellensis ingår i släktet Stylomesus och familjen Ischnomesidae. Inga underarter finns listade i Catalogue of Life.